# Florentin-la-Capelle
Florentin-la-Capelle – miejscowość i gmina we Francji, w regionie Oksytania, w departamencie Aveyron. W 2013 roku jej populacja wynosiła 314 mieszkańców. Przez teren gminy przepływa rzeka Lot. 